# Анагім-Лейк
Анагім-Лейк (англ. Anahim Lake) — невелика громада в провінції Британська Колумбія, Канада. Населення села та прилеглих територій (включно з озером Німпо неподалік) становить приблизно 1500 осіб. Корінна нація Улкачо налічує 729 осіб, які живуть у прилеглих заповідниках. Щороку в липні фестиваль «Anahim Lake Stampede» демонструє місцевих талантів, і є головною соціальною подією району.